# بخش اننت ناگ
بخش اننت ناگ (به انگلیسی: Anantnag district) یک بخش در هند است که در جامو و کشمیر واقع شده‌است. بخش اننت ناگ ۳٬۵۷۴ کیلومتر مربع مساحت و ۱٬۰۷۸٬۶۹۲ نفر جمعیت دارد.